# Carex baltzellii
Espèce
Classification phylogénétique
Carex baltzellii est une espèce de plantes du genre Carex et de la famille des Cyperaceae.